# Coryphellina rubrolineata
Coryphellina rubrolineata O'Donoghue, 1929 è un mollusco nudibranchio della famiglia Flabellinidae.

## Biologia
Si nutre di idrozoi della specie Halocordyle disticha.